# Faculté de Philosophie et Lettres de l'université de Liège
La Faculté de philosophie et lettres est l'une des facultés de l'université de Liège située à Liège, Belgique. Elle regroupe les 6 départements de philosophie, de langues et littératures, des sciences historiques, de l'information et de la communication et des arts du spectacle.
L'actuel doyen de la faculté est le Professeur Louis Gerrekens.

## Historique
La Faculté de Philosophie et Lettres fut créée avec l’apparition, en tant que telle, de l’Université de Liège en 1817, en même temps que les Facultés de Droit, de Sciences et de Médecine.

## Bâtiment
Implantée dès le début dans les bâtiments occupés autrefois par les jésuites et transformés peu de temps après en salle académique, c’est en 1892 qu’elle sera abritée, avec la Faculté de Droit, dans les locaux édifiés place de l’Université. Vu le nombre croissant d’étudiants, la Faculté de Philosophie et Lettres occupera ensuite également les nouveaux bâtiments de la place Cockerill, et ce complètement à partir de 1959.
Son décanat se situe au Bâtiment A1 de la Place du 20-Août, à côté du Rectorat de l'université. La Faculté occupe la majorité du campus centre-ville de l'ULiège, et de son historique bâtiment central, ainsi que la Grand-Poste de Liège (Département Médias, Culture et Communication) et le complexe Opéra ULiège.
Elle organise par ailleurs le Musée Wittert ainsi que le Musée de Préhistoire, et ses étudiants organisent le ciné-club Nickelodéon, tous au sein du bâtiment central.

## Organisation

### Départements académiques
- Département de philosophie
  - Collège de doctorat en philosophie
- Département de langues et littératures romanes
- Département de langues modernes : linguistique, littérature et traduction (LLMT)
  - Section langues et lettres modernes
  - Section traduction et interprétation
  - Collège de doctorat langues, lettres et traductologie
- Département des sciences de l'antiquité
- Département des sciences historiques
  - Section Histoire
  - Section Histoire de l'art, Archéologie et Musicologie
  - Collège de doctorat en histoire, art et archéologie
- Département Médias, Culture et Communication (MCC)
  - Section Information et Communication
  - Section Arts du spectacle et études cinématographiques
    - Laboratoire d’Information et de Communication audiovisuelle et multimédia (LICAM)

  - Section de journalisme
  - Section Communication multilingue
  - Section Édition et métiers du livre
  - Section de médiation culturelle et de relation aux public
  - Section didactique
  - Collège de doctorat en arts du spectacle et techniques de diffusion et de communication
  - Collège de doctorat en information et communication

### Centres de recherche et Unités de recherche facultaires
- UR Traverses (unité de recherche facultaire transthématique et transpériode)
- UR Transitions (unité de recherche facultaire en histoire du Moyen-Âge et de la première modernité)
- UR Mondes anciens (unité de recherche en sciences de l'Antiquité)
- UR CEREP (Centre d'enseignement et de recherche en études post‐coloniales)
- UR CIRTI (Centre interdisciplinaire de recherches en traduction et en interprétation)
- UR GEDHSLR (Groupe d’étude du dix-huitième siècle, des Lumières et des révolutions)
- UR Lilith (unité de recherche Liège. Literature. Linguistics)
- URi Art, archéologie et patrimoine (AAP, unité de recherche interfacultaire)
  - Centre européen d'archéométrie (CEA)
  - Tracéolab (centre de recherche facultaire)
- Département de philosophie :
  - Centre de recherches phénoménologiques (CRePh)
  - Matérialités de la politique (MAP)
  - Métaphysique et Théorie de la connaissance (MéThéor)
- Département Département Médias, Culture et Communication :
  - Laboratoire d’études sur les médias et la médiation (LEMME)
  - Centre d’Étude et de Recherches sur le Théâtre dans l’Espace social (CERTES)
  - Contrechamp (Centre de recherche en cinéma)